# Желан
Жела́н (фр. Gélannes) — коммуна во Франции, находится в регионе Шампань — Арденны. Департамент — Об. Входит в состав кантона Ромийи-сюр-Сен-1. Округ коммуны — Ножан-сюр-Сен.
Код INSEE коммуны — 10164.
Коммуна расположена приблизительно в 110 км к юго-востоку от Парижа, в 75 км юго-западнее Шалон-ан-Шампани, в 37 км к северо-западу от Труа.

## Население
Население коммуны на 2008 год составляло 720 человек.
| 1962 | 1968 | 1975 | 1982 | 1990 | 1999 | 2008 |
| ---- | ---- | ---- | ---- | ---- | ---- | ---- |
| 427  | 480  | 510  | 625  | 662  | 706  | 720  |

## Экономика
В 2007 году среди 474 человек в трудоспособном возрасте (15—64 лет) 345 были экономически активными, 129 — неактивными (показатель активности — 72,8 %, в 1999 году было 73,6 %). Из 345 активных работали 309 человек (167 мужчин и 142 женщины), безработных было 36 (17 мужчин и 19 женщин). Среди 129 неактивных 29 человек были учениками или студентами, 59 — пенсионерами, 41 были неактивными по другим причинам.

## Фотогалерея
- Церковь
- Мэрия
- Памятник погибшим в I и II мировых войнах